# Hyaloscyphaceae
Hyaloscyphaceae es una familia de hongos en el orden Helotiales. Las especies en esta familia tienen una distribución cosmopolita, y son sapróbicas, creciendo sobre madera muerta u otros deshechos vegetales.

## Géneros
Según el  2007 Outline of Ascomycota, los siguientes 69 géneros se encuentran en la familia Hyaloscyphaceae. Aquellos que son precedidos por un signo de pregunta tienen ubicación taxonómica incierta.
Albotricha —
Amicodisca —
Antinoa —
?Arachnopeziza —
Asperopilum —
Austropezia —
Belonidium —
Betulina —
Brunnipila —
Bryoglossum —
Calycellina —
Calycina —
Calyptellopsis —
Capitotricha —
Chrysothallus —
Ciliolarina —
?Ciliosculum —
Cistella —
Cistellina —
Clavidisculum —
Dasyscyphella —
Dematioscypha —
?Didonia —
Dimorphotricha —
Echinula —
Eriopezia —
Fuscolachnum —
Fuscoscypha —
Graddonidiscus —
Hamatocanthoscypha —
Hegermila —
Hyalacrotes —
Hyalopeziza —
Hyaloscypha —
Hydrocina —
Hyphodiscus —
Incrucipulum —
Incrupila —
Lachnaster —
Lachnellula —
Lachnum (sinónimo de Dasyscyphus) —
Lasiobelonium —
Microscypha —
Mollisina —
Neodasyscypha —
Olla —
Otwaya —
Parachnopeziza —
Perrotia —
Phaeoscypha —
Pithyella —
Polaroscyphus —
Polydesmia —
Proliferodiscus —
Proprioscypha —
?Protounguicularia —
Psilachnum —
Psilocistella —
Pubigera —
Rodwayella —
Solenopezia —
Tapesina —
Trichopeziza —
Unguicularia —
Unguiculariella —
Unguiculella —
Urceolella —
Velutaria —
Venturiocistella